# 신종 (고려)
신종(神宗, 1144년 8월 11일 (음력 7월 11일) ~ 1204년 2월 15일 (음력 1월 13일))은 고려의 제20대 국왕(재위: 1197년 ~ 1204년)이다.

## 개요
휘는 탁(晫), 자는 지화(至華)이다. 인종(仁宗)과 공예왕후(恭睿王后) 임씨(任氏)의 다섯째 아들로 의종과 명종의 동생이다. 명종이 최충헌의 정변으로 폐위되어 창락궁에 유폐되자, 최충헌(崔忠獻)에 의해 추대되었다. 1197년부터 1204년까지 재위하는 동안 최충헌이 실권하였다.

## 생애

### 탄생과 즉위 이전
1144년(인종 22년) 7월 11일, 인종과 공예왕후 임씨의 다섯째 아들로 태어났다. 인종과 공예왕후에게는 아홉번째 자녀이며 막내이기도 하다.
1154년(의종 8년) 평량후(平涼侯)로 책봉되었으며, 1182년(명종 12년) 평량공(平凉公)에 봉해졌다.
1197년(명종 27년) 9월, 최충헌 형제가 명종을 폐하고 평량공을 왕으로 추대하여 즉위하였다.

### 치세
1198년(신종 1년), 산천비보도감(山川裨補都監)을 두었고 관서(關西) 민가의 안대(安碓)를 금지하였다. 같은 해 만적의 난이 일어난 것을 비롯하여 이듬해에는 명주(강릉)와 동경(경주), 뒤이어 진주와 전주, 합주(합천) 등지에서 민란이 계속 일어났다.
1199년(신종 2년), 최충헌이 문무관의 인사행정을 도맡았는데 이로부터 모든 실권은 최충헌의 손아귀에 들어가게 되었으며 같은 해에 수양장도감(輸養帳都監)과 오가도감(五家都監)을 두었다.
1202년(신종 5년), 탐라(제주도)에서 다시 반란이 일어나자 소부소감(少府少監)인 장윤문(張允文)과 중랑장(中郞將) 이당적(李唐積)을 안무사(安撫使)로 보내어 평정하였다.

### 최후
1204년(신종 7년), 등창이 심하여 태자에게 양위하였다. 둘째 아들 양양공(덕양후)의 저택에서 붕어하였다. 묘호는 신종(神宗), 시호는 경공정효(敬恭靖孝)이며 능은 개풍군 청교면에 위치한 양릉(陽陵)이다.

## 고려 문종과의 관계
의종, 명종, 신종은 문종의 4대손이면서, 문종-숙종-예종-인종으로 이어져, 문종의 서자인 양헌왕의 아들이자 손자인 강릉공 온(江陵公 溫)은 의종의 비인 장경왕후, 명종의 비인 광정왕후, 신종의 비인 선정왕후의 친정아버지가 된다.

## 가족 관계
| 1144년 8월 11일 (음력 7월 11일) 고려 개경 정궁 | 1204년 2월 15일 (음력 1월 13일) (59세) 고려 개경 덕양후 사저 |

|    |                                               | 생몰년          | 부모                                              | 비고        |
| -- | --------------------------------------------- | --------------- | ------------------------------------------------- | ----------- |
| 부 | 인종 仁宗                                     | 1109년 - 1146년 | 예종 睿宗 문경태후 이씨 文敬太后 李氏             | 제17대 국왕 |
| 모 | 공에왕후 임씨 恭睿王后 任氏 공예태후 恭睿太后 | 1109년 - 1183년 | 임원후 任元厚 진한국대부인 이씨 辰韓國大夫人 李氏 |             |

| 왕후 | 시호                                          | 생몰년        | 부모                              | 비고 |
| ---- | --------------------------------------------- | ------------- | --------------------------------- | ---- |
| 왕후 | 선정왕후 김씨 宣靖王后 金氏 선정태후 靖宣太后 | 미상 - 1222년 | 강릉공 왕온 江陵公 王溫 김씨 金氏 |      |

|   |               | 이름  | 생몰년          | 생모          | 배우자                      | 비고        |
| - | ------------- | ----- | --------------- | ------------- | --------------------------- | ----------- |
| 1 | 희종 熙宗     | 영 韺 | 1181년 - 1237년 | 선정왕후 김씨 | 성평왕후 임씨 成平王后 任氏 | 제21대 국왕 |
| 2 | 양양공 襄陽公 | 서 恕 | 미상            | 선정왕후 김씨 | 미상                        |             |

|   |                                     | 생몰년          | 생모          | 배우자                  | 비고 |
| - | ----------------------------------- | --------------- | ------------- | ----------------------- | ---- |
| 1 | 효회공주 孝懷公主 흥덕궁주 興德宮主 | 1183년 - 1199년 | 선정왕후 김씨 | 하원공 왕춘 河源公 王瑃 |      |
| 2 | 경녕궁주 敬寧宮主                   | 미상            | 선정왕후 김씨 | 회안공 왕정 淮安公 王侹 |      |

## 신종이 등장하는 작품
- 《무인시대》(KBS, 2003년~2004년, 배우:이우석)

## 같이 보기
- 한국의 역사